# Danniel Danniel
Danniel Danniel (hebreu: דניאל דניאל‎; 1950-4 de maig de 2017) va ser un director de cinema, guionista i editor de cinema israelià. Viu als Països Baixos des de 1980.
Va morir al matí del 4 de maig de 2017 a Amsterdam.
Es va graduar a l'Acadèmia de Cinema Neerlandesa (NFTVA) el 1981. El seu curtmetratge de 1987 Ei va guanyar el premi a la millor pel·lícula fantàstica internacional.
Va dirigir el 2003 el documental sobre el conflicte palestí Arna's Children.

## Filmografia
- Meetings (1981)
- The Way to Paris (1982)
- Station (1985)
- Ei (1987). Va guanyar el premi internacional de cinema fantàstic al millor curtmetratge al festival de cinema Fantasporto (1989)
- Viaduc (1991)
- Tralievader (1995) (TV)
- Mykosch (1995)
- Winter '89 (1998)
- "Russen" (2000) Sèrie de televisió
- De zaak Braun (2000) Drama curt de televisió
- Arna's Children (2003) Va guanyar el Premi FIPRESCI al Festival Internacional de Documentals Canadencs Hot Docs (2004) i el Premi del Jurat (compartit amb Juliano Mer-Khamis a la millor pel·lícula documental al Festival de Cinema de Tribeca (2004)
- Sporen (2014) Va guanyar el Premi Jean Vigo al Millor Director, compartit amb Diego Gutiérrez, al Festival Internacional de Cinema Documental de Navarra Punto de Vista (2015)
- While Looking for the Devil (2016) En col·laboració amb Diego Gutiérrez